# Orco (jerga)

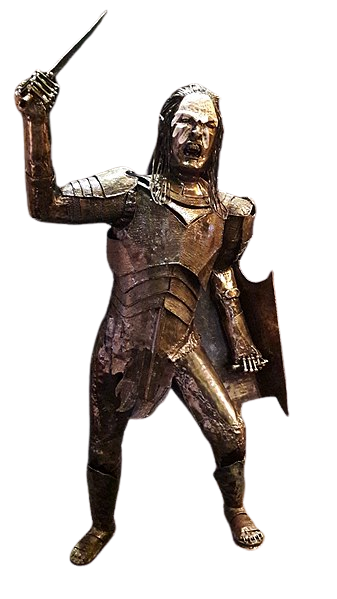
Orco de J. R. R. Tolkien.

Orco (cirílico: орк, romanizado: ork), plural orcos (ruso y ucraniano: орки, romanización rusa: orki, ucraniano: orky): Es un término peyorativo comúnmente utilizado por muchos ciudadanos ucranianospara referirse a un soldado ruso participando en la guerra ruso-ucraniana y ciudadanos rusos que apoyan la agresión de Rusia contra Ucrania. Proviene del nombre de los monstruos humanoides ficticios del mismo nombre de la novela de fantasía de J. R. R. Tolkien "El Señor de los Anillos".

## Uso

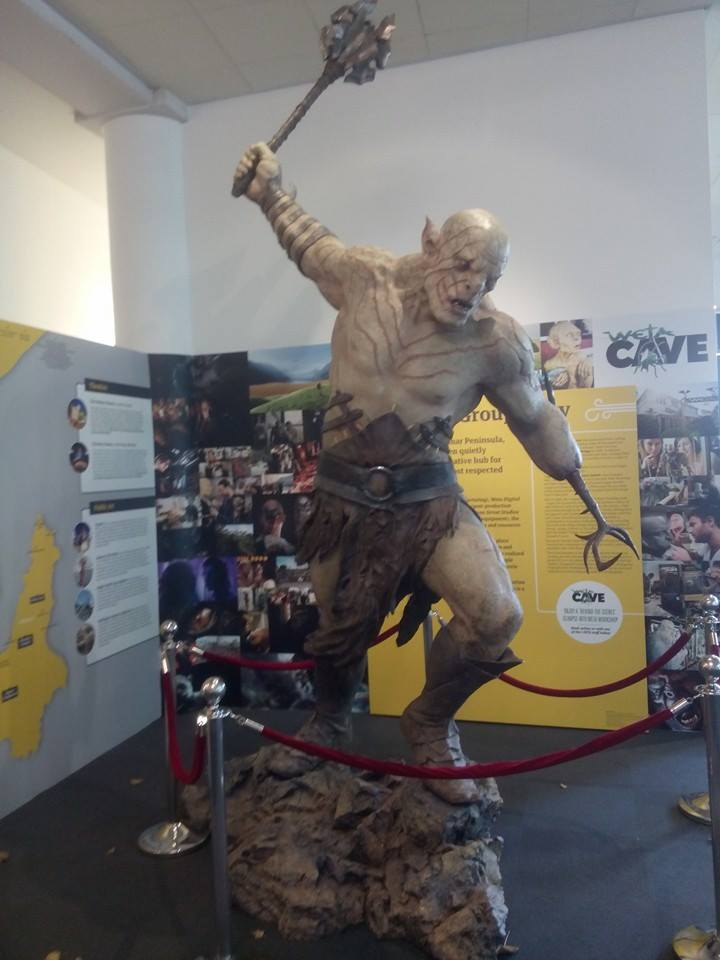
Estatua de orco, que inspira el término.

Las comparaciones del régimen ruso de Vladímir Putin y sus servicios de seguridad con el malvado nigromante Sauron, su dominio de Mordor y los orcos fueron hechas al menos en 2009 por un blogger ruso-estadounidense y en 2012 por el periodista ruso Leonid Bershidsky. Desde el comienzo de la guerra ruso-ucraniana en 2014, los ucranianos han utilizado el término como peyorativo para las Fuerzas Armadas rusas.
Durante la invasión rusa de Ucrania en 2022, los ucranianos comenzaron a utilizar masivamente el término "orcos" en relación con el personal militar ruso y sus crímenes de guerra. Al Jazeera English y Politico incluyeron el término como un ejemplo del "nuevo lenguaje de la guerra en Ucrania".
Según el Courthouse News Service, el apodo lo utiliza la propaganda ucraniana. El término es utilizado por altos funcionarios, militares y medios de comunicación ucranianos. Por ejemplo, a principios de marzo de 2022, en la ciudad de Melitopol, ocupada por los rusos, los manifestantes protestaron contra el "saqueo de los orcos". El 8 de abril, el presidente de la Administración Estatal Regional de Sumy, Dmytro Zhyvytskyi, anunció que su región estaba ahora "libre de orcos". El alcalde de Makariv, Vadym Tokar, lo siguió al día siguiente y afirmó que se encontraron los cuerpos de 132 civiles y que fueron "asesinados por orcos rusos".
En enero de 2024, algunos usuarios de Twitter declararon que el diario The New York Times había estado reproduciendo propaganda rusa y se burlaron de él llamándolo "New Orc Times" en memes.

## Análisis
Un artículo para la Australian Broadcasting Corporation escrito por el mayor general retirado del ejército australiano y escritor Mick Ryan afirmó que los ucranianos que llaman "orcos" a los soldados rusos participan en la deshumanización. Añadió también que el "impulso" a hacerlo provoca dilemas relacionados con "una Ucrania de posguerra que todavía tendrá poblaciones minoritarias rusas". El periódico en línea en ruso Meduza ha detallado la misma opinión.
El departamento de noticias especificó que, cuando se trata de la cobertura de la invasión y las historias relacionadas, el uso de clichés evaluativos deshumanizantes en los medios, incluidos "nazis" u "Orcos", debería ser alarmante, y la terminología da significados que "en cualquier caso establece una cierta emoción, y no en la percepción de la información."
Según el jefe de la Comisión Ucraniana de Ética Periodística y cofundador de Hromadske Radio, Andriy Kulykov, llamar "orcos" al ejército ruso es un paso hacia la deshumanización y "nos sumerge en un mundo de fantasía, y la guerra es real". El científico y figura pública lituana Tomas Venclova dijo en una entrevista: "No llamaré a los rusos imprudentes ni orcos; esto es inhumano".
La revista británica The Spectator comparó la "brutalidad y el caos" de las tropas rusas con los orcos de Tolkien y señaló que el uso de este término puede no ser sólo un insulto accidental, sino el resultado de establecer una analogía entre el conflicto de la Tierra Media y la geopolítica del mundo real.